# Sabine Lisicki
Sabine Katharina Lisicki (niem. lɪˈzɪki, ur. 22 września 1989 w Troisdorfie) – niemiecka tenisistka pochodzenia polskiego, finalistka wielkoszlemowego turnieju Wimbledon 2013 w grze pojedynczej, czwarta na Letnich Igrzyskach Olimpijskich 2012 w grze mieszanej, reprezentantka kraju w Pucharze Federacji. Podczas turnieju w Stanford w 2014 roku ustanowiła rekord szybkości serwisu wśród kobiet – prawie 211 km/h.

## Kariera
Sabine Lisicki otrzymała licencję profesjonalistki w 2006. Podczas pierwszego turnieju w karierze w portugalskiej Coimbrze dotarła do drugiej rundy, a już we wrześniu tego samego roku – do półfinału imprezy w Mollerussa. W następnym roku dzięki dzikiej karcie zadebiutowała w kwalifikacjach do imprezy WTA Tour, odbywającej się w Berlinie. Dochodząc do drugiej rundy eliminacji pokonała znaną deblistkę reprezentującą wówczas Zimbabwe – Carę Black. W pozostałych występach w WTA i ITF odpadała we wczesnych rundach. Rok później, także w Berlinie, pierwszy raz zagrała w turnieju głównym, przegrywając z Włoszką Marą Santangelo w pierwszym meczu. W 2007 wygrała dwa turnieje ITF (w Jersey i w Toronto), a w dwóch innych odpadła w finale. Podczas Australian Open 2008 przechodząc przez eliminacje dotarła do turnieju głównego, w którym w I rundzie pokonała turniejową „szesnastkę” – Rosjankę Dinarę Safinę 7:6, 4:6, 6:2. W drugim pojedynku pokonała Ukrainkę Mariję Korytcewą 6:1, 7:5, w III rundzie (1/16 finału) odpadła po meczu z Dunką Caroline Wozniacki w trzech setach.
19 kwietnia 2009 wygrała swój pierwszy turniej WTA, Family Circle Cup 2009 w Charleston, gdzie kolejno pokonała: Marie-Ève Pelletier 7:5, 6:4, Lenkę Wienerovą 6:4, 6:3, Venus Williams 6:4, 7:6(5), Jelenę Wiesninę 6:4, 6:0, Marion Bartoli 6:3, 6:1, a w finale zwyciężyła nad wyżej notowaną Caroline Wozniacki 6:2, 6:4. Po tym zwycięstwie awansowała na 43. miejsce w rankingu WTA. Pod koniec sezonu 2009, w październiku dotarła do finału halowego turnieju w Luksemburgu FORTIS Championships Luxembourg, gdzie przegrała z Timeą Bacsinszky 2:6, 5:7.
Drugi singlowy tytuł rangi WTA zdobyła 13 czerwca 2011 wygrywając turniej na trawiastych kortach w Birmingham, pokonując w finale turniejową „czwórkę” Danielę Hantuchovą 6:3, 6:2. Na Wimbledonie, grając dzięki dzikiej karcie, dotarła do półfinału, który przegrała z Mariją Szarapową wynikiem 4:6, 3:6. Na kortach All England Lawn Tennis and Croquet Club Lisicka dotarła do finału gry podwójnej w parze z Samantą Stosur, w którym przegrały z parą Květa Peschke/Katarina Srebotnik 3:6, 1:6. Pod koniec sierpnia, podczas turnieju Texas Tennis Open 2011 w Dallas odniosła trzecie turniejowe zwycięstwo w karierze. W finale pokonała Aravane Rezaï 6:2, 6:1, a w całym turnieju straciła 13 gemów.
Na przełomie lipca i sierpnia 2012 uczestniczyła w turnieju olimpijskim w Londynie. W grze pojedynczej odpadła w trzeciej rundzie, po przegranym 7:6(8), 4:6, 3:6 pojedynku z Mariją Szarapową. W grze podwójnej razem z Angelique Kerber odpadły w drugiej rundzie, w której zmierzyły się z siostrami Williams i przegrały z nimi 6:2, 7:5. W mikście razem z Christopherem Kasem osiągnęła czwarte miejsce. W meczu o finał ulegli Laurze Robson i Andy’emu Murrayowi, a w spotkaniu o trzecie miejsce przegrali z Lisą Raymond i Mikiem Bryanem 3:6, 6:4, 4-10.
W sezonie 2013 osiągnęła finał zawodów w Pattayi. Uległa w nim Marii Kirilenko wynikiem 7:5, 1:6, 6:7(1). W lutym awansowała także do finału turnieju w Memphis, ale w meczu z Mariną Erakovic skreczowała przy stanie 1:6. Pod koniec kwietnia zwyciężyła po raz drugi w karierze w zawodach deblowych rozgrywanych w Stuttgarcie. Razem z Moną Barthel w finale pokonały Bethanie Mattek-Sands i Sanię Mirzę 6:4, 7:5. Podczas Wimbledonu osiągnęła finał zawodów singlowych, w którym uległa Marion Bartoli 1:6, 4:6. Była pierwszą Niemką w finale Wimbledonu od 1999, kiedy ten etap rozgrywek osiągnęła Steffi Graf.
W sezonie 2014 razem z Martiną Hingis awansowały do finału zawodów rangi WTA Premier Mandatory w Miami, w którym pokonały wynikiem 4:6, 6:4, 10–5 parę Jekatierina Makarowa–Jelena Wiesnina. W grze pojedynczej Lisicki doszła do ćwierćfinału Wimbledonu, wygrała w Hongkongu oraz pokonała m.in. Anę Ivanović i Eugenie Bouchard. Zakończyła rok na 27. miejscu w singlu i 72. w deblu.
Rok 2015 zaczęła od Brisbane, gdzie w parze z Hingis pokonała w finale parę Caroline Garcia-Katarina Srebotnik. W Indian Wells doszła do ćwierćfinału w grze podwójnej (partnerka Andrea Petković) i półfinału w pojedynczej, natomiast w Miami osiągnęła singlowy ćwierćfinał (po drodze wygrała ponownie z Ivanović). Później zagrała m.in. w półfinale Birmingham i IV rundzie US Open. Ostatecznie zajęła 32. miejsce w singlu i 84. w deblu.
Kolejny sezon był mniej udany (odpowiednio 92. i 104. pozycja). Największymi sukcesami stały się: półfinał gry podwójnej w Stuttgarcie (partnerka Lucie Šafářová) oraz III runda singlowego Wimbledonu (pokonana m.in. Samantha Stosur) i deblowego US Open (partnerka Ałła Kudriawcewa).

## Życie prywatne
Rodzice tenisistki, Richard i Elisabeth pochodzą z Polski i po ukończeniu studiów, w 1979 r. jako przesiedleńcy wyjechali do Niemiec Zachodnich (rodzina ze strony ojca miała niemieckie korzenie). Osiedlili się w Bonn. W 2016 roku tenisistka zakończyła związek z niemieckim aktorem – Oliverem Pocherem. Wcześniej spotykała się z pływakiem – Benjaminem Starke. 9 września 2024 poinformowała, że urodziła córkę o imieniu Bella. Ojciec dziecka pozostaje anonimowy.

## Historia występów wielkoszlemowych
Legenda
     W, wygrany turniej
     F, przegrana w finale
     SF, przegrana w półfinale
     QF, przegrana w ćwierćfinale
     xR, przegrana w x rundzie
     Qx, przegrana w x rundzie kwalifikacji
     A, brak startu
     NH, turniej nie odbył się

### Występy w grze pojedynczej
| Australian Open        | A   | A   | A   | A   | 3R | 2R | 2R  | Q2 | 4R | 1R | 2R | 1R | 2R | A   | A   | Q1  | A   | A | A   | A | 0 / 8  | 9 – 8   |  |  |  |  |
| French Open            | A   | A   | A   | A   | 2R | 1R | A   | 2R | 1R | 3R | 2R | 3R | 1R | A   | A   | A   | A   | A | A   | A | 0 / 8  | 7 – 8   |  |  |  |  |
| Wimbledon              | A   | A   | A   | A   | 1R | QF | A   | SF | QF | F  | QF | 3R | 3R | 1R  | Q1  | Q3  | NH  | A | A   | A | 0 / 9  | 27 – 9  |  |  |  |  |
| US Open                | A   | A   | A   | A   | 2R | 2R | 2R  | 4R | 1R | 3R | 3R | 4R | 1R | 1R  | Q1  | A   | A   | A | A   |   | 0 / 10 | 12 – 10 |  |  |  |  |
|                        |     |     |     |     |    |    |     |    |    |    |    |    |    |     |     |     |     |   |     |   |        |         |  |  |  |  |
| Ranking na koniec roku | 951 | 437 | 497 | 237 | 54 | 23 | 179 | 15 | 37 | 15 | 27 | 32 | 92 | 268 | 229 | 336 | 622 | – | 427 |   | 0 / 35 | 55 – 35 |  |  |  |  |

### Występy w grze podwójnej
| Australian Open        | A | A | A | A   | A   | A  | 1R | A  | A  | A  | A  | A  | 2R  | A   | A | A | A  | A | A   | A | 0 / 2  | 1 – 2   |  |  |  |  |  |
| French Open            | A | A | A | A   | 1R  | A  | A  | A  | A  | 3R | A  | 1R | 2R  | A   | A | A | A  | A | A   | A | 0 / 4  | 3 – 4   |  |  |  |  |  |
| Wimbledon              | A | A | A | A   | A   | 2R | A  | F  | 3R | A  | A  | A  | 1R  | A   | A | A | NH | A | A   | A | 0 / 4  | 8 – 3   |  |  |  |  |  |
| US Open                | A | A | A | A   | 2R  | A  | A  | 1R | QF | A  | A  | 1R | 3R  | 2R  | A | A | A  | A | A   |   | 0 / 6  | 7 – 6   |  |  |  |  |  |
|                        |   |   |   |     |     |    |    |    |    |    |    |    |     |     |   |   |    |   |     |   |        |         |  |  |  |  |  |
| Ranking na koniec roku | – | – | – | 474 | 145 | –  | –  | 45 | 55 | 71 | 72 | 84 | 104 | 397 | – | – | –  | – | 380 |   | 0 / 16 | 19 – 15 |  |  |  |  |  |

### Występy w grze mieszanej
| Australian Open | A | A | A | A | A | A | A | A | A | 1R | A | A | A | A  | A | A | A  | A | A | A | 0 / 1 | 0 – 1 |  |  |  |  |  |
| French Open     | A | A | A | A | A | A | A | A | A | A  | A | A | A | A  | A | A | NH | A | A | A | 0 / 0 | 0 – 0 |  |  |  |  |  |
| Wimbledon       | A | A | A | A | A | A | A | A | A | 2R | A | A | A | 3R | A | A | NH | A | A | A | 0 / 2 | 3 – 1 |  |  |  |  |  |
| US Open         | A | A | A | A | A | A | A | A | A | A  | A | A | A | A  | A | A | NH | A | A |   | 0 / 0 | 0 – 0 |  |  |  |  |  |
|                 |   |   |   |   |   |   |   |   |   |    |   |   |   |    |   |   |    |   |   |   |       |       |  |  |  |  |  |
|                 |   |   |   |   |   |   |   |   |   |    |   |   |   |    |   |   |    |   |   |   | 0 / 3 | 3 – 2 |  |  |  |  |  |

## Finały turniejów WTA
| Legenda                     | Legenda |
| --------------------------- | ------- |
| Wielki Szlem                |         |
| Igrzyska olimpijskie        |         |
| WTA Tour Championships      |         |
| 1988 – 2008                 |         |
| Kategoria I                 |         |
| Kategoria II                |         |
| Kategoria III               |         |
| Kategoria IV                |         |
| Kategoria V                 |         |
| 2009 – 2020                 |         |
| WTA Premier Mandatory       |         |
| WTA Premier 5               |         |
| WTA Premier                 |         |
| WTA International Series    |         |
| WTA 125K series (2012–2020) |         |

### Gra pojedyncza 9 (4–5)
| Końcowy wynik | Nr | Data                 | Turniej    | Nawierzchnia  | Przeciwniczka      | Wynik finału     |
| ------------- | -- | -------------------- | ---------- | ------------- | ------------------ | ---------------- |
| Finalistka    | 1. | 5 października 2008  | Taszkent   | Twarda        | Sorana Cîrstea     | 6:2, 4:6, 6:7(4) |
| Zwyciężczyni  | 1. | 19 kwietnia 2009     | Charleston | Ceglana       | Caroline Wozniacki | 6:2, 6:4         |
| Finalistka    | 2. | 25 października 2009 | Luksemburg | Twarda (hala) | Timea Bacsinszky   | 2:6, 5:7         |
| Zwyciężczyni  | 2. | 13 czerwca 2011      | Birmingham | Trawiasta     | Daniela Hantuchová | 6:3, 6:2         |
| Zwyciężczyni  | 3. | 27 sierpnia 2011     | Dallas     | Twarda        | Aravane Rezaï      | 6:2, 6:1         |
| Finalistka    | 3. | 3 lutego 2013        | Pattaya    | Twarda        | Marija Kirilenko   | 7:5, 1:6, 6:7(1) |
| Finalistka    | 4. | 23 lutego 2013       | Memphis    | Twarda (hala) | Marina Erakovic    | 1:6, krecz       |
| Finalistka    | 5. | 6 lipca 2013         | Wimbledon  | Trawiasta     | Marion Bartoli     | 1:6, 4:6         |
| Zwyciężczyni  | 4. | 14 września 2014     | Hongkong   | Twarda        | Karolína Plíšková  | 7:5, 6:3         |

### Gra podwójna 5 (4–1)
| Końcowy wynik | Nr | Data             | Turniej   | Nawierzchnia   | Partnerka       | Przeciwniczki                        | Wynik finału   |
| ------------- | -- | ---------------- | --------- | -------------- | --------------- | ------------------------------------ | -------------- |
| Zwyciężczyni  | 1. | 24 kwietnia 2011 | Stuttgart | Ceglana (hala) | Samantha Stosur | Kristina Barrois Jasmin Wöhr         | 6:1, 7:6(5)    |
| Finalistka    | 1. | 2 lipca 2011     | Wimbledon | Trawiasta      | Samantha Stosur | Květa Peschke Katarina Srebotnik     | 3:6, 1:6       |
| Zwyciężczyni  | 2. | 28 kwietnia 2013 | Stuttgart | Ceglana (hala) | Mona Barthel    | Bethanie Mattek-Sands Sania Mirza    | 6:4, 7:5       |
| Zwyciężczyni  | 3. | 30 marca 2014    | Miami     | Twarda         | Martina Hingis  | Jekatierina Makarowa Jelena Wiesnina | 4:6, 6:4, 10–5 |
| Zwyciężczyni  | 4. | 10 stycznia 2015 | Brisbane  | Twarda         | Martina Hingis  | Caroline Garcia Katarina Srebotnik   | 6:2, 7:5       |

## Finały turniejów WTA 125k

### Gra pojedyncza 1 (0–1)
| Końcowy wynik | Nr | Data              | Turniej | Nawierzchnia    | Przeciwniczka   | Wynik finału |
| ------------- | -- | ----------------- | ------- | --------------- | --------------- | ------------ |
| Finalistka    | 1. | 18 listopada 2018 | Tajpej  | Dywanowa (hala) | Luksika Kumkhum | 1:6, 3:6     |